# Divina Sarkany
Divina Sarkany, född Devina Gracia Sarkany den 16 oktober 1972 i Göteborg, är en svensk sångerska. Hon är bland annat känd för att ha lånat rösten till Mulan i filmen med samma namn. Divina spelade Kim i den svenska uppsättningen av musikalen Miss Saigon på Göta Lejon 1998.
Sarkany var en av de tävlande i West End Star.

## Filmografi
- 1998 - Mulan - Mulan
- 1998 - Skönheten och Odjuret - Belles magiska värld - Vippan
- 2004 - Mulan 2  - Mulan

## Teater

### Roller (ej komplett)
| År   | Roll         | Produktion                                                              | Regi               | Teater          |
| ---- | ------------ | ----------------------------------------------------------------------- | ------------------ | --------------- |
| 1994 | Kit Kat Girl | Cabaret John Kander, Fred Ebb och Joe Masteroff                         | Lars-Erik Liedholm | Intiman         |
| 1998 | Kim          | Miss Saigon Claude-Michel Schönberg och Alain Boublil                   | Trond Lie          | Göta Lejon      |
| 1999 | Rosalia      | West Side Story Leonard Bernstein, Stephen Sondheim och Arthur Laurents | Staffan Aspegren   | Göteborgsoperan |
| 2004 | Carmen Diaz  | Fame José Fernandez, Steve Margoshes och Jacques Levy                   | Hans Berndtsson    | Oscarsteatern   |